# Кунево
Кунево (итал. Cunevo) је насеље у Италији у округу Тренто, региону Трентино-Јужни Тирол.
Према процени из 2011. у насељу је живело 568 становника. Насеље се налази на надморској висини од 579 м.

## Становништво
| 1931. | 1936. | 1951. | 1961. | 1971. | 1981. | 1991. | 2001. | 2011. |
| ----- | ----- | ----- | ----- | ----- | ----- | ----- | ----- | ----- |
| 459   | 454   | 549   | 525   | 543   | 543   | 545   | 546   | 571   |